# Монгольско-тайваньские отношения
При своем создании в 1912 году Китайская Республика заявила, что является государством-преемником всей империи Цин, в которую входила Внешняя Монголия. Китайская Республика не признавала независимость Монголии до 1945 года; обе страны никогда не обменивались дипломатами. Когда в 1949 году закончилась гражданская война в Китае, Монголия признала Китайскую Народную Республику; Китайская Республика продолжала показывать Монголию как часть своей территории на официальных картах до 2002 года, когда они признали Монголию как независимое государство и установили неформальные отношения.
В связи с отсутствием официальных дипломатических отношений между Монголией и Китайской Республикой на Тайване обе страны имеют торгово-экономические представительства, которые фактически выполняют функции посольств: Тайвань представлен офисом в Улан-Баторе, а Монголия — офисом в Тайбэе.

## История

### До 1949 года
На протяжении всей истории режимы монгольской степи и Китая вели войны много раз. Великая Китайская стена была построена для отражения вторжений орд из монгольской степи и Центральной Азии. Например, монголы под предводительством Хубилая завоевали большую часть Китая и основали Юаньскую империю, а Монголия позже попала под контроль империи Цин.
Во время Синьхайской революции в 1911 году Внешняя Монголия провозгласила независимость от империи Цин и образовала Богдо-ханскую Монголию. В 1912 году была создана Китайская Республика. Хотя многие люди Внутренней Монголии стремились присоединиться к новому государству, Китай сохранил свой контроль над этой территорией и восстановил контроль над Внешней Монголией в 1919 году. Следовательно, Монголия обратилась за поддержкой к Советской России, чтобы вернуть себе независимость. В 1921 году и китайские, и белые русские войска были вытеснены советской Красной армией и про-советскими монгольскими силами. В 1924 году была образована Монгольская Народная Республика.
Китайская Республика, которая в то время управляла материковым Китаем, считала Внешнюю Монголию частью своей территории до 1946 года. В соответствии с условиями Китайско-советского договора о дружбе 1945 года Китайская Республика должна была признать как суверенитет, так и независимость Монголии. Националистическое правительство Китая официально признало независимость Монголии в январе 1946 года после референдума о независимости Монголии 1945 года, на котором проголосовали за независимость. Однако из-за пограничного конфликта на монгольско-китайской границе провинций Ховд/Синьцзян дипломатические отношения между 1946 и 1949 годами не устанавливались.

### После 1949 года

Карта Китайской Республики 1953 года, на которой красная аннотация в графе Внешняя Монголия показывает, что Китайская Республика признала её независимый статус.

В 1952 году, через три года после отступления Китайской Республики на остров Тайвань (который был отторгнут от Японии в 1945 году), правительство Китайской Республики обвинило Советский Союз в нарушении Китайско-советского договора о дружбе 1946 года (см. резолюцию Генеральной Ассамблеи Организации Объединенных Наций 505). В следующем году Законодательный Юань проголосовал за отмену договора. Китайская Республика продолжала представлять Китай в Организации Объединённых Наций (ООН) до 1971 года и использовала своё положение постоянного члена Совета Безопасности ООН, чтобы блокировать приём Монгольской Народной Республики в ООН на протяжении 1950-х годов. Единственное вето, наложенное Китайской Республикой за время её членства в ООН, было в 1955 году против приёма Монголии. Таким образом, Монголия была исключена из ООН до 1960 года, когда Советский Союз объявил, что если Монголия не будет принята, он заблокирует приём всех новых независимых африканских государств. Столкнувшись с таким давлением, Китайская Республика в знак протеста уступила.

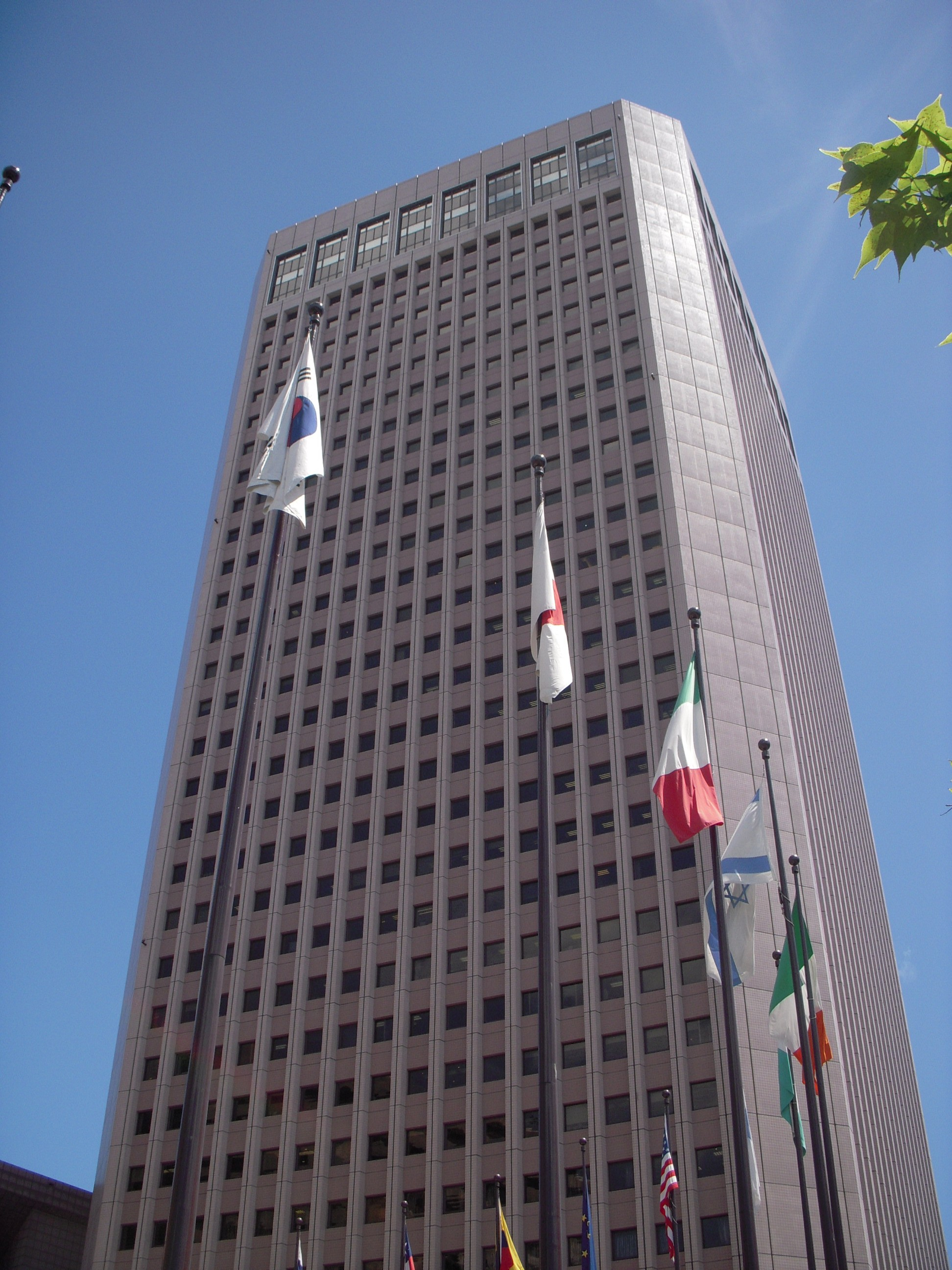
Тайбэйское торгово-экономическое представительство в Улан-Баторе в Здание международной торговли Тайбэйского Всемирного торгового центра

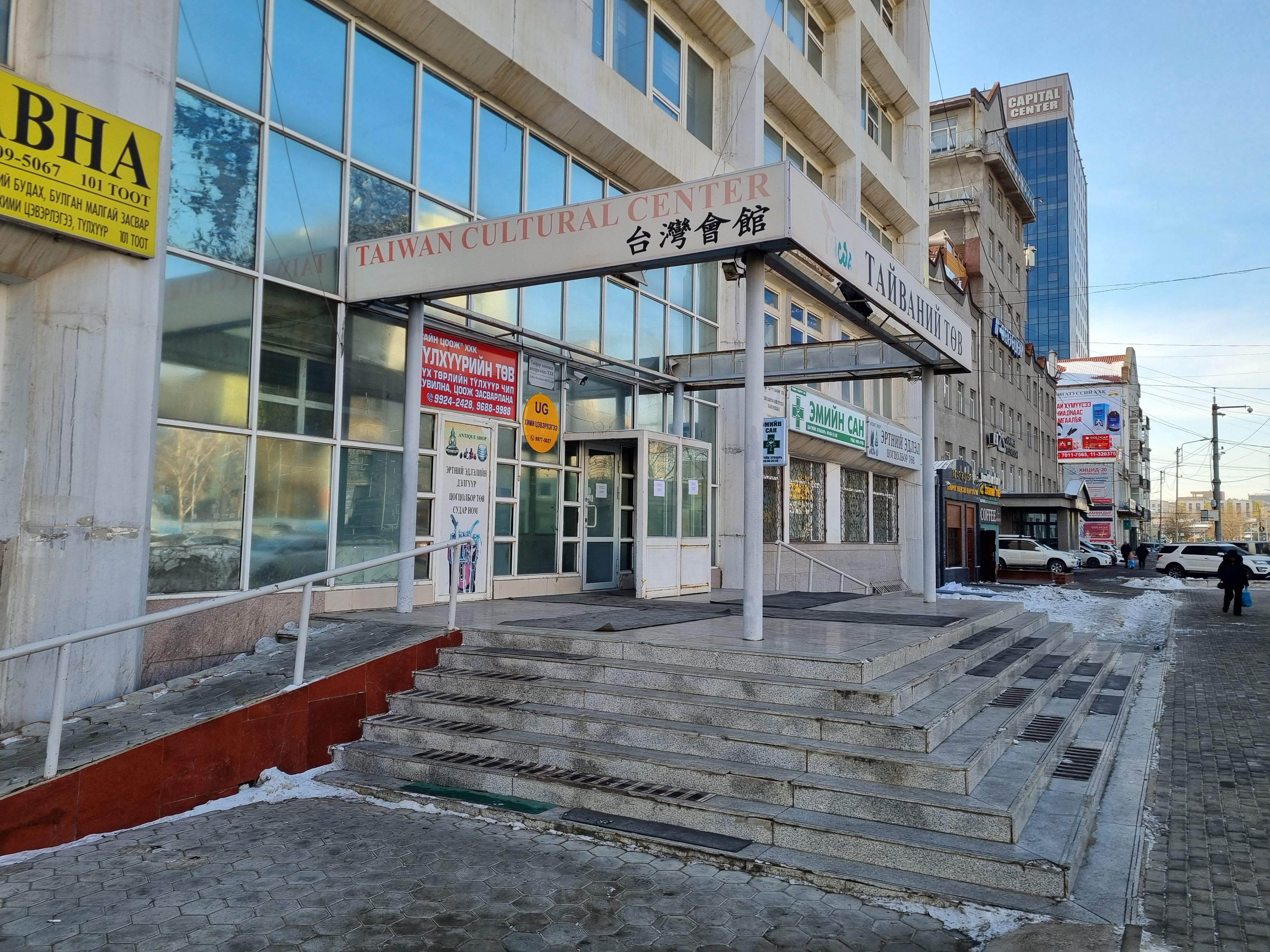
Тайваньский культурный центр в Улан-Баторе

12 апреля 1993 года Законодательный Юань подал заявку на толкование конституции, чтобы задать вопрос о том, какими будут границы национальной территории Китайской Республики, при этом считая Внешнюю Монголию не входящей в территорию Китайской Республики. Однако Судебный Юань в своём толковании 328 от 26 ноября 1993 года назвал конституционную территорию находящейся вне сферы судебного контроля и, таким образом, избежал вопроса о том, следует ли считать Монголию конституционной территорией Китайской Республики.
В 1996 году директор Управления по делам Монголии и Тибета на Тайване заявил: «Национальному собранию острова не обязательно вносить поправку в конституцию, поскольку независимость Внешней Монголии прочно устоялась».
Отношения изменились в 2002 году, через 91 год после первого провозглашения независимости Монголии. В то время Китайская Республика все еще не признавала Монголию как независимое государство; на официальных картах Республики - Монголия по-прежнему указывалась как её территория. Когда Исполнительный Юань под руководством Демократической прогрессивной партии объявил, что граждане Монголии будут иметь право на получение виз, а не разрешений на въезд при поездках на Тайвань, как и граждане иностранных государств, Законодательный Юань, контролируемый Гоминьданом, раскритиковал реализацию этого решения, поскольку с ними не консультировались по этому поводу. Позднее представители двух правительств договорились открыть офисы в столицах друг друга; офис Китайской Республики в Улан-Баторе был открыт в сентябре того же года. Затем Министерство внутренних дел Китайской Республики решило прекратить включение Монголии в свои официальные карты территории Китайской Республики, и 3 октября 2002 года Министерство иностранных дел объявило, что Китайская Республика признает Монголию как независимое государство. В 2002 году правительство Китайской Республики признало Монголию независимым государством, исключило Монголию из карт Китайской Республики и потребовало от граждан Монголии, посещающих Тайвань, предъявить паспорт. В 2006 году были отменены старые законы, регулирующие формирование хоругвей и монастырей во Внешней Монголии.

## Образование
По состоянию на 2019 год на Тайване обучалось около 1400 монгольских студентов.

## Торговля
В 2017 году объем двусторонней торговли между Тайванем и Монголией составил 44,84 млн долларов США.